# 1025
Portal Geschichte | Portal Biografien | Aktuelle Ereignisse | Jahreskalender | Tagesartikel

◄ |
10. Jahrhundert |
11. Jahrhundert
| 12. Jahrhundert | ►

◄ |
990er |
1000er |
1010er |
1020er
| 1030er | 1040er | 1050er | ►

◄◄ |
◄ |
1021 |
1022 |
1023 |
1024 |
1025
| 1026 | 1027 | 1028 | 1029 | ► | ►►
Staatsoberhäupter  · Nekrolog
| Januar | Januar | Januar | Januar | Januar | Januar | Januar | Januar |
| Kw     | Mo     | Di     | Mi     | Do     | Fr     | Sa     | So     |
| ------ | ------ | ------ | ------ | ------ | ------ | ------ | ------ |
| 53     |        |        |        |        | 1      | 2      | 3      |
| 1      | 4      | 5      | 6      | 7      | 8      | 9      | 10     |
| 2      | 11     | 12     | 13     | 14     | 15     | 16     | 17     |
| 3      | 18     | 19     | 20     | 21     | 22     | 23     | 24     |
| 4      | 25     | 26     | 27     | 28     | 29     | 30     | 31     |

| Februar | Februar | Februar | Februar | Februar | Februar | Februar | Februar |
| Kw      | Mo      | Di      | Mi      | Do      | Fr      | Sa      | So      |
| ------- | ------- | ------- | ------- | ------- | ------- | ------- | ------- |
| 5       | 1       | 2       | 3       | 4       | 5       | 6       | 7       |
| 6       | 8       | 9       | 10      | 11      | 12      | 13      | 14      |
| 7       | 15      | 16      | 17      | 18      | 19      | 20      | 21      |
| 8       | 22      | 23      | 24      | 25      | 26      | 27      | 28      |

| März | März | März | März | März | März | März | März |
| Kw   | Mo   | Di   | Mi   | Do   | Fr   | Sa   | So   |
| ---- | ---- | ---- | ---- | ---- | ---- | ---- | ---- |
| 9    | 1    | 2    | 3    | 4    | 5    | 6    | 7    |
| 10   | 8    | 9    | 10   | 11   | 12   | 13   | 14   |
| 11   | 15   | 16   | 17   | 18   | 19   | 20   | 21   |
| 12   | 22   | 23   | 24   | 25   | 26   | 27   | 28   |
| 13   | 29   | 30   | 31   |      |      |      |      |

| April | April | April | April | April | April | April | April |
| Kw    | Mo    | Di    | Mi    | Do    | Fr    | Sa    | So    |
| ----- | ----- | ----- | ----- | ----- | ----- | ----- | ----- |
| 13    |       |       |       | 1     | 2     | 3     | 4     |
| 14    | 5     | 6     | 7     | 8     | 9     | 10    | 11    |
| 15    | 12    | 13    | 14    | 15    | 16    | 17    | 18    |
| 16    | 19    | 20    | 21    | 22    | 23    | 24    | 25    |
| 17    | 26    | 27    | 28    | 29    | 30    |       |       |

| Mai | Mai | Mai | Mai | Mai | Mai | Mai | Mai |
| Kw  | Mo  | Di  | Mi  | Do  | Fr  | Sa  | So  |
| --- | --- | --- | --- | --- | --- | --- | --- |
| 17  |     |     |     |     |     | 1   | 2   |
| 18  | 3   | 4   | 5   | 6   | 7   | 8   | 9   |
| 19  | 10  | 11  | 12  | 13  | 14  | 15  | 16  |
| 20  | 17  | 18  | 19  | 20  | 21  | 22  | 23  |
| 21  | 24  | 25  | 26  | 27  | 28  | 29  | 30  |
| 22  | 31  |     |     |     |     |     |     |

| Juni | Juni | Juni | Juni | Juni | Juni | Juni | Juni |
| Kw   | Mo   | Di   | Mi   | Do   | Fr   | Sa   | So   |
| ---- | ---- | ---- | ---- | ---- | ---- | ---- | ---- |
| 22   |      | 1    | 2    | 3    | 4    | 5    | 6    |
| 23   | 7    | 8    | 9    | 10   | 11   | 12   | 13   |
| 24   | 14   | 15   | 16   | 17   | 18   | 19   | 20   |
| 25   | 21   | 22   | 23   | 24   | 25   | 26   | 27   |
| 26   | 28   | 29   | 30   |      |      |      |      |

| Juli | Juli | Juli | Juli | Juli | Juli | Juli | Juli |
| Kw   | Mo   | Di   | Mi   | Do   | Fr   | Sa   | So   |
| ---- | ---- | ---- | ---- | ---- | ---- | ---- | ---- |
| 26   |      |      |      | 1    | 2    | 3    | 4    |
| 27   | 5    | 6    | 7    | 8    | 9    | 10   | 11   |
| 28   | 12   | 13   | 14   | 15   | 16   | 17   | 18   |
| 29   | 19   | 20   | 21   | 22   | 23   | 24   | 25   |
| 30   | 26   | 27   | 28   | 29   | 30   | 31   |      |

| August | August | August | August | August | August | August | August |
| Kw     | Mo     | Di     | Mi     | Do     | Fr     | Sa     | So     |
| ------ | ------ | ------ | ------ | ------ | ------ | ------ | ------ |
| 30     |        |        |        |        |        |        | 1      |
| 31     | 2      | 3      | 4      | 5      | 6      | 7      | 8      |
| 32     | 9      | 10     | 11     | 12     | 13     | 14     | 15     |
| 33     | 16     | 17     | 18     | 19     | 20     | 21     | 22     |
| 34     | 23     | 24     | 25     | 26     | 27     | 28     | 29     |
| 35     | 30     | 31     |        |        |        |        |        |

| September | September | September | September | September | September | September | September |
| Kw        | Mo        | Di        | Mi        | Do        | Fr        | Sa        | So        |
| --------- | --------- | --------- | --------- | --------- | --------- | --------- | --------- |
| 35        |           |           | 1         | 2         | 3         | 4         | 5         |
| 36        | 6         | 7         | 8         | 9         | 10        | 11        | 12        |
| 37        | 13        | 14        | 15        | 16        | 17        | 18        | 19        |
| 38        | 20        | 21        | 22        | 23        | 24        | 25        | 26        |
| 39        | 27        | 28        | 29        | 30        |           |           |           |

| Oktober | Oktober | Oktober | Oktober | Oktober | Oktober | Oktober | Oktober |
| Kw      | Mo      | Di      | Mi      | Do      | Fr      | Sa      | So      |
| ------- | ------- | ------- | ------- | ------- | ------- | ------- | ------- |
| 39      |         |         |         |         | 1       | 2       | 3       |
| 40      | 4       | 5       | 6       | 7       | 8       | 9       | 10      |
| 41      | 11      | 12      | 13      | 14      | 15      | 16      | 17      |
| 42      | 18      | 19      | 20      | 21      | 22      | 23      | 24      |
| 43      | 25      | 26      | 27      | 28      | 29      | 30      | 31      |

| November | November | November | November | November | November | November | November |
| Kw       | Mo       | Di       | Mi       | Do       | Fr       | Sa       | So       |
| -------- | -------- | -------- | -------- | -------- | -------- | -------- | -------- |
| 44       | 1        | 2        | 3        | 4        | 5        | 6        | 7        |
| 45       | 8        | 9        | 10       | 11       | 12       | 13       | 14       |
| 46       | 15       | 16       | 17       | 18       | 19       | 20       | 21       |
| 47       | 22       | 23       | 24       | 25       | 26       | 27       | 28       |
| 48       | 29       | 30       |          |          |          |          |          |

| Dezember | Dezember | Dezember | Dezember | Dezember | Dezember | Dezember | Dezember |
| Kw       | Mo       | Di       | Mi       | Do       | Fr       | Sa       | So       |
| -------- | -------- | -------- | -------- | -------- | -------- | -------- | -------- |
| 48       |          |          | 1        | 2        | 3        | 4        | 5        |
| 49       | 6        | 7        | 8        | 9        | 10       | 11       | 12       |
| 50       | 13       | 14       | 15       | 16       | 17       | 18       | 19       |
| 51       | 20       | 21       | 22       | 23       | 24       | 25       | 26       |
| 52       | 27       | 28       | 29       | 30       | 31       |          |          |

| Januar | Januar | Januar | Januar | Januar | Januar | Januar | Januar |
| Kw     | Mo     | Di     | Mi     | Do     | Fr     | Sa     | So     |
| ------ | ------ | ------ | ------ | ------ | ------ | ------ | ------ |
| 53     |        |        |        |        | 1      | 2      | 3      |
| 1      | 4      | 5      | 6      | 7      | 8      | 9      | 10     |
| 2      | 11     | 12     | 13     | 14     | 15     | 16     | 17     |
| 3      | 18     | 19     | 20     | 21     | 22     | 23     | 24     |
| 4      | 25     | 26     | 27     | 28     | 29     | 30     | 31     |

| Februar | Februar | Februar | Februar | Februar | Februar | Februar | Februar |
| Kw      | Mo      | Di      | Mi      | Do      | Fr      | Sa      | So      |
| ------- | ------- | ------- | ------- | ------- | ------- | ------- | ------- |
| 5       | 1       | 2       | 3       | 4       | 5       | 6       | 7       |
| 6       | 8       | 9       | 10      | 11      | 12      | 13      | 14      |
| 7       | 15      | 16      | 17      | 18      | 19      | 20      | 21      |
| 8       | 22      | 23      | 24      | 25      | 26      | 27      | 28      |

| März | März | März | März | März | März | März | März |
| Kw   | Mo   | Di   | Mi   | Do   | Fr   | Sa   | So   |
| ---- | ---- | ---- | ---- | ---- | ---- | ---- | ---- |
| 9    | 1    | 2    | 3    | 4    | 5    | 6    | 7    |
| 10   | 8    | 9    | 10   | 11   | 12   | 13   | 14   |
| 11   | 15   | 16   | 17   | 18   | 19   | 20   | 21   |
| 12   | 22   | 23   | 24   | 25   | 26   | 27   | 28   |
| 13   | 29   | 30   | 31   |      |      |      |      |

| April | April | April | April | April | April | April | April |
| Kw    | Mo    | Di    | Mi    | Do    | Fr    | Sa    | So    |
| ----- | ----- | ----- | ----- | ----- | ----- | ----- | ----- |
| 13    |       |       |       | 1     | 2     | 3     | 4     |
| 14    | 5     | 6     | 7     | 8     | 9     | 10    | 11    |
| 15    | 12    | 13    | 14    | 15    | 16    | 17    | 18    |
| 16    | 19    | 20    | 21    | 22    | 23    | 24    | 25    |
| 17    | 26    | 27    | 28    | 29    | 30    |       |       |

| Mai | Mai | Mai | Mai | Mai | Mai | Mai | Mai |
| Kw  | Mo  | Di  | Mi  | Do  | Fr  | Sa  | So  |
| --- | --- | --- | --- | --- | --- | --- | --- |
| 17  |     |     |     |     |     | 1   | 2   |
| 18  | 3   | 4   | 5   | 6   | 7   | 8   | 9   |
| 19  | 10  | 11  | 12  | 13  | 14  | 15  | 16  |
| 20  | 17  | 18  | 19  | 20  | 21  | 22  | 23  |
| 21  | 24  | 25  | 26  | 27  | 28  | 29  | 30  |
| 22  | 31  |     |     |     |     |     |     |

| Juni | Juni | Juni | Juni | Juni | Juni | Juni | Juni |
| Kw   | Mo   | Di   | Mi   | Do   | Fr   | Sa   | So   |
| ---- | ---- | ---- | ---- | ---- | ---- | ---- | ---- |
| 22   |      | 1    | 2    | 3    | 4    | 5    | 6    |
| 23   | 7    | 8    | 9    | 10   | 11   | 12   | 13   |
| 24   | 14   | 15   | 16   | 17   | 18   | 19   | 20   |
| 25   | 21   | 22   | 23   | 24   | 25   | 26   | 27   |
| 26   | 28   | 29   | 30   |      |      |      |      |

| Juli | Juli | Juli | Juli | Juli | Juli | Juli | Juli |
| Kw   | Mo   | Di   | Mi   | Do   | Fr   | Sa   | So   |
| ---- | ---- | ---- | ---- | ---- | ---- | ---- | ---- |
| 26   |      |      |      | 1    | 2    | 3    | 4    |
| 27   | 5    | 6    | 7    | 8    | 9    | 10   | 11   |
| 28   | 12   | 13   | 14   | 15   | 16   | 17   | 18   |
| 29   | 19   | 20   | 21   | 22   | 23   | 24   | 25   |
| 30   | 26   | 27   | 28   | 29   | 30   | 31   |      |

| August | August | August | August | August | August | August | August |
| Kw     | Mo     | Di     | Mi     | Do     | Fr     | Sa     | So     |
| ------ | ------ | ------ | ------ | ------ | ------ | ------ | ------ |
| 30     |        |        |        |        |        |        | 1      |
| 31     | 2      | 3      | 4      | 5      | 6      | 7      | 8      |
| 32     | 9      | 10     | 11     | 12     | 13     | 14     | 15     |
| 33     | 16     | 17     | 18     | 19     | 20     | 21     | 22     |
| 34     | 23     | 24     | 25     | 26     | 27     | 28     | 29     |
| 35     | 30     | 31     |        |        |        |        |        |

| September | September | September | September | September | September | September | September |
| Kw        | Mo        | Di        | Mi        | Do        | Fr        | Sa        | So        |
| --------- | --------- | --------- | --------- | --------- | --------- | --------- | --------- |
| 35        |           |           | 1         | 2         | 3         | 4         | 5         |
| 36        | 6         | 7         | 8         | 9         | 10        | 11        | 12        |
| 37        | 13        | 14        | 15        | 16        | 17        | 18        | 19        |
| 38        | 20        | 21        | 22        | 23        | 24        | 25        | 26        |
| 39        | 27        | 28        | 29        | 30        |           |           |           |

| Oktober | Oktober | Oktober | Oktober | Oktober | Oktober | Oktober | Oktober |
| Kw      | Mo      | Di      | Mi      | Do      | Fr      | Sa      | So      |
| ------- | ------- | ------- | ------- | ------- | ------- | ------- | ------- |
| 39      |         |         |         |         | 1       | 2       | 3       |
| 40      | 4       | 5       | 6       | 7       | 8       | 9       | 10      |
| 41      | 11      | 12      | 13      | 14      | 15      | 16      | 17      |
| 42      | 18      | 19      | 20      | 21      | 22      | 23      | 24      |
| 43      | 25      | 26      | 27      | 28      | 29      | 30      | 31      |

| November | November | November | November | November | November | November | November |
| Kw       | Mo       | Di       | Mi       | Do       | Fr       | Sa       | So       |
| -------- | -------- | -------- | -------- | -------- | -------- | -------- | -------- |
| 44       | 1        | 2        | 3        | 4        | 5        | 6        | 7        |
| 45       | 8        | 9        | 10       | 11       | 12       | 13       | 14       |
| 46       | 15       | 16       | 17       | 18       | 19       | 20       | 21       |
| 47       | 22       | 23       | 24       | 25       | 26       | 27       | 28       |
| 48       | 29       | 30       |          |          |          |          |          |

| Dezember | Dezember | Dezember | Dezember | Dezember | Dezember | Dezember | Dezember |
| Kw       | Mo       | Di       | Mi       | Do       | Fr       | Sa       | So       |
| -------- | -------- | -------- | -------- | -------- | -------- | -------- | -------- |
| 48       |          |          | 1        | 2        | 3        | 4        | 5        |
| 49       | 6        | 7        | 8        | 9        | 10       | 11       | 12       |
| 50       | 13       | 14       | 15       | 16       | 17       | 18       | 19       |
| 51       | 20       | 21       | 22       | 23       | 24       | 25       | 26       |
| 52       | 27       | 28       | 29       | 30       | 31       |          |          |

## Ereignisse

### Politik und Weltgeschehen

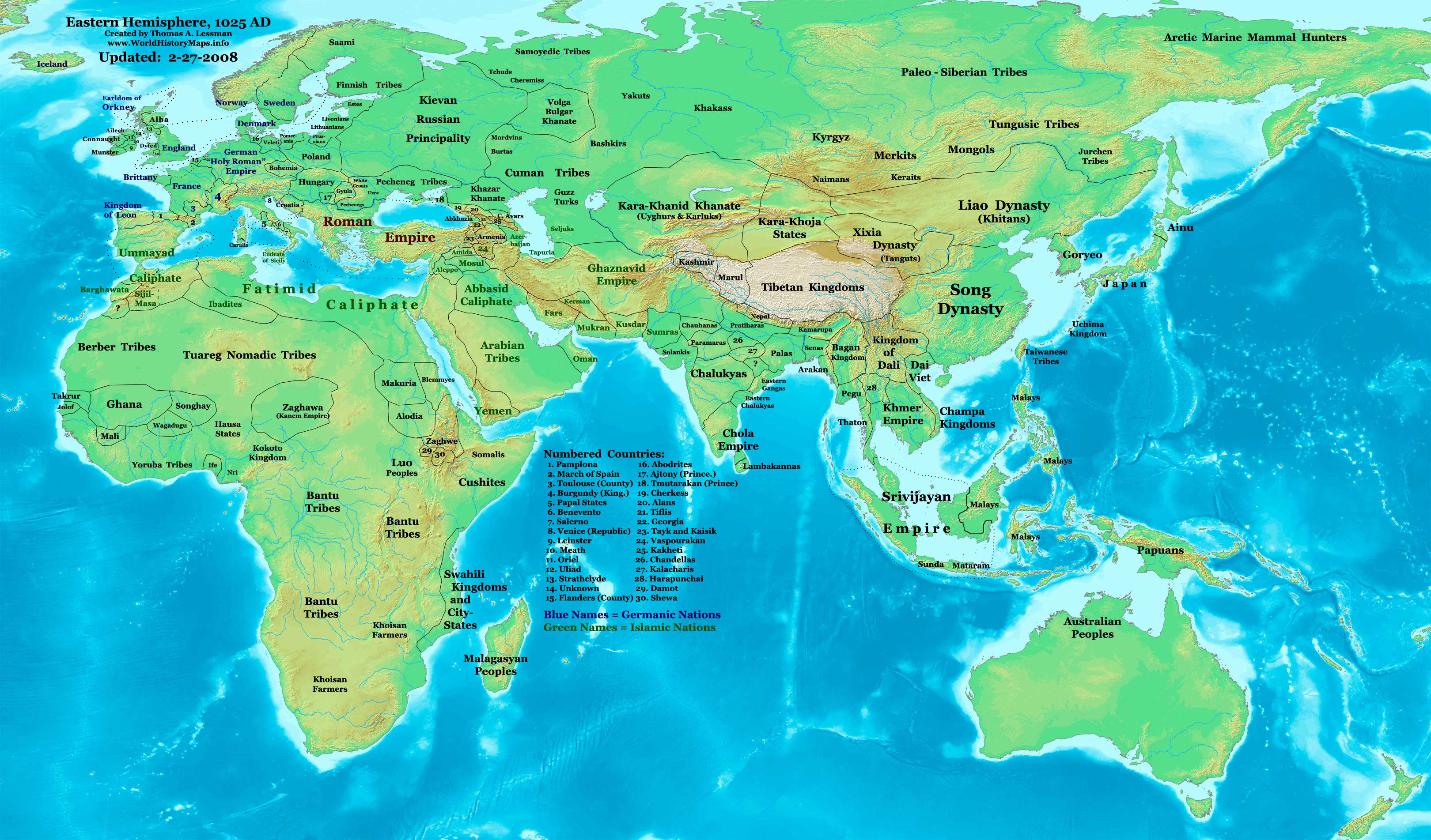
Die östliche Hemisphäre im Jahr 1025

#### Polen

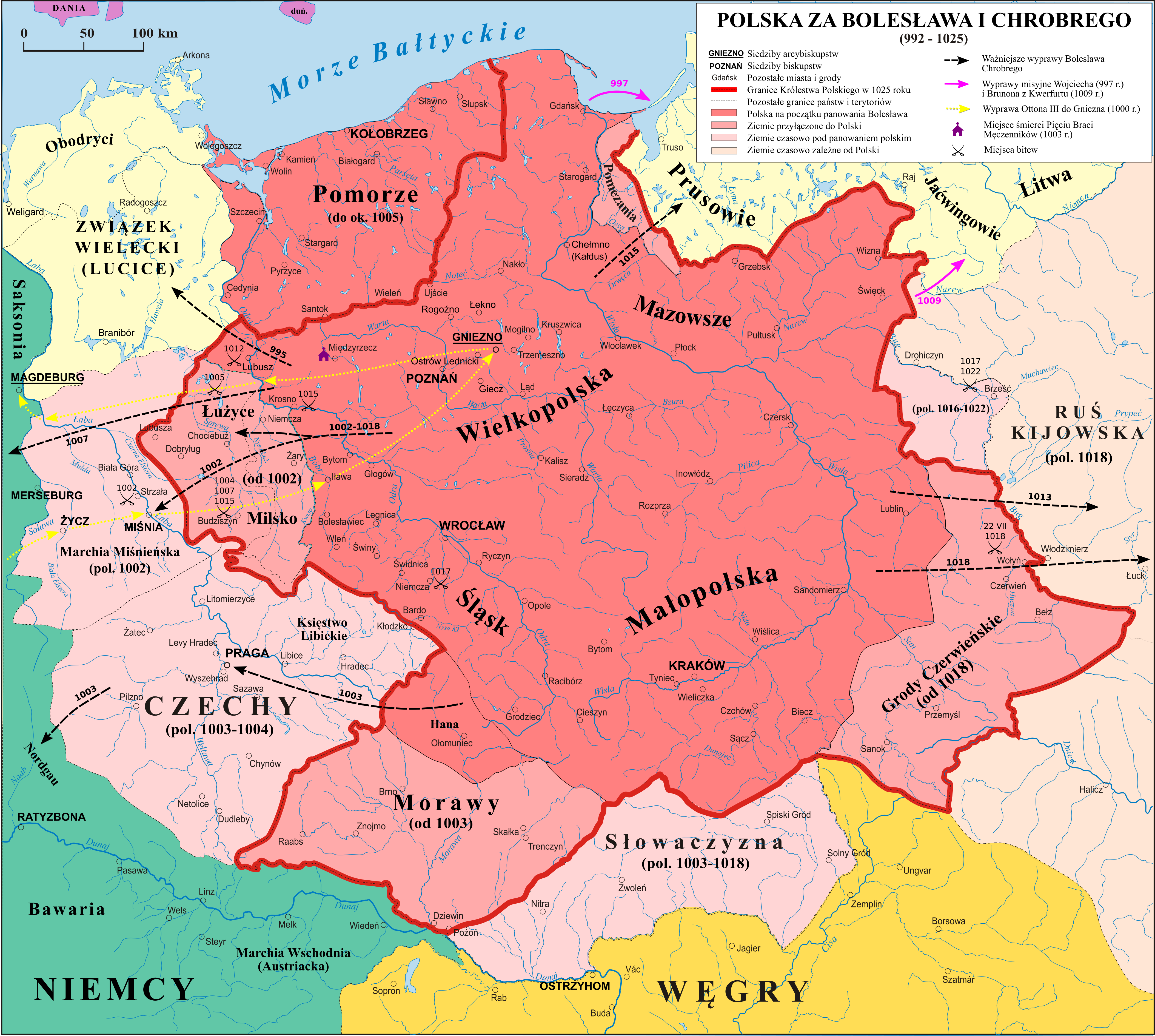
Polen 992–1025

Bolesław Chrobry, bisher polnischer Herzog aus der Herrscherfamilie der Piasten, wird am 18. April zum ersten König von Polen gekrönt. Die Krönung – möglicherweise ein Wiederholungsakt der Krönungszeremonie aus dem Jahr 1000, weil die Bedeutung des Aktes von Gnesen umstritten ist – ist durch den Tod von Bolesławs Hauptgegner Kaiser Heinrich II. im Vorjahr möglich geworden. Schon am 17. Juni stirbt der erste polnische König, Nachfolger wird sein Sohn Mieszko II. Lambert. Unter ihm beginnt der Zerfall des polnischen Großreichs. Gleich am Anfang von Mieszkos Herrschaft fordert der neue deutsche König Konrad II. die Herausgabe der polnischen Krönungsinsignien, da seine Krönung ohne dessen Zustimmung erfolgt sei. Als Mieszko sich weigert, gehen sein älterer Halbbruder Bezprym, sein Bruder Otto und die Familie der Stiefmutter seines Vaters, Oda von Haldensleben, in Opposition und schließen sich dem Kaiser an. 

#### Skandinavien
- 1025, 1026 oder 1027: Über die Schlacht am Helgeå, die vermutlich an der Flussmündung des Helge å stattfindet, ist wenig bekannt. Teilnehmer sind Knut der Große, Herrscher über das Anglo-Skandinavische Reich, der norwegische König Olav II. Haraldsson und der schwedische Herrscher Anund Jakob. Wer allerdings auf wessen Seite gegen wen kämpft, ist historisch umstritten. Auch der Ausgang der Schlacht ist nicht eindeutig überliefert.

#### Byzantinisches Reich

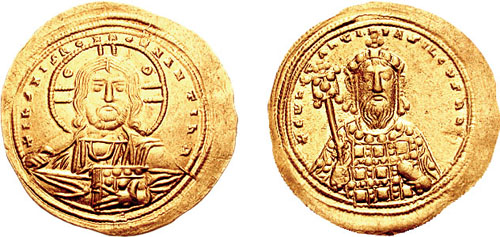
Histamenon des Konstantin VIII.

- 15. Dezember: Konstantin VIII. wird nach dem Tod seines Bruders Basileios II., der keine Kinder hinterlässt, Kaiser des Byzantinischen Reiches. Der neue Herrscher zeigt kein Interesse an der Regierung und überträgt den Großteil der Macht auf kaiserliche Eunuchen.

#### Iberische Halbinsel
Nach etwa einjähriger Regierungszeit wird Muhammad III., Kalif von Córdoba, durch einen Aufstand zur Flucht gezwungen. In den folgenden sechs Monaten wird Córdoba von einem Rat aus Aristokraten regiert, die nun dem Hammudiden Yahya al-Mutali neuerlich das Kalifat antragen. Dieser bleibt allerdings in seinem Exil Málaga und lässt die Stadt nur von Berbertruppen besetzen. Yahya regiert das Kalifat weiterhin von Málaga aus.

#### Indien
Das Chola-Reich unter Rajendra I. greift das Reich Srivijaya an, erobert die Hauptstadt Kedaram und zerstört dessen Handelsverbindungen komplett. 

#### Urkundliche Ersterwähnungen
Die Burg zu Burghausen oberhalb der Altstadt der gleichnamigen Stadt in Bayern wird zur Regierungszeit von Herzog Heinrich V. von Bayern als Sitz der Grafen von Burghausen erstmals in einer Urkunde erwähnt. Sie gilt als die längste Burganlage der Welt. 

### Gesellschaft
Auf einer römischen Villa wird das Castello di Scipione in Norditalien errichtet.

### Religion

#### Kirchenhierarchie
- 5. Dezember: Azecho, nach zahlreichen Quellen ein Abkömmling aus dem Haus Nassau, wird zum Bischof von Worms gewählt. Er folgt dem am 20. August verstorbenen Burchard in diesem Amt nach.

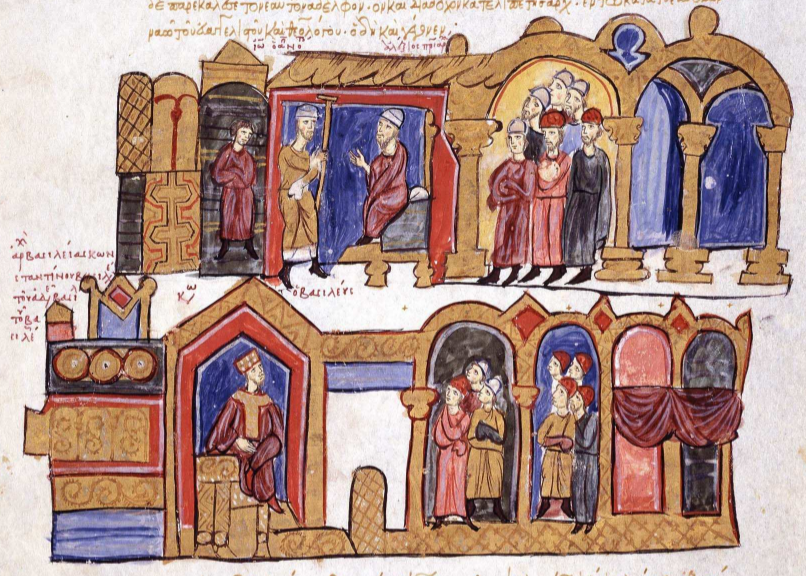
Die Erhebung von Alexios I. Studites zum Patriarchen, Madrider Bilderhandschrift des Skylitzes

- 15. Dezember: Alexios I. Studites wird Patriarch von Konstantinopel als Nachfolger des Anfang Dezember verstorbenen Eustathios I.

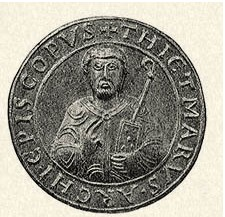
Münze Dietmars II.

- 21. Dezember: Dietmar II. wird als Nachfolger des am 1. November verstorbenen Gunther von Meißen zum Erzbischof von Salzburg geweiht.
- 1025/26: Reginhard wird als Nachfolger des kürzlich verstorbenen Durand zum Bischof von Lüttich geweiht.

#### Stiftungen und Bauwerke

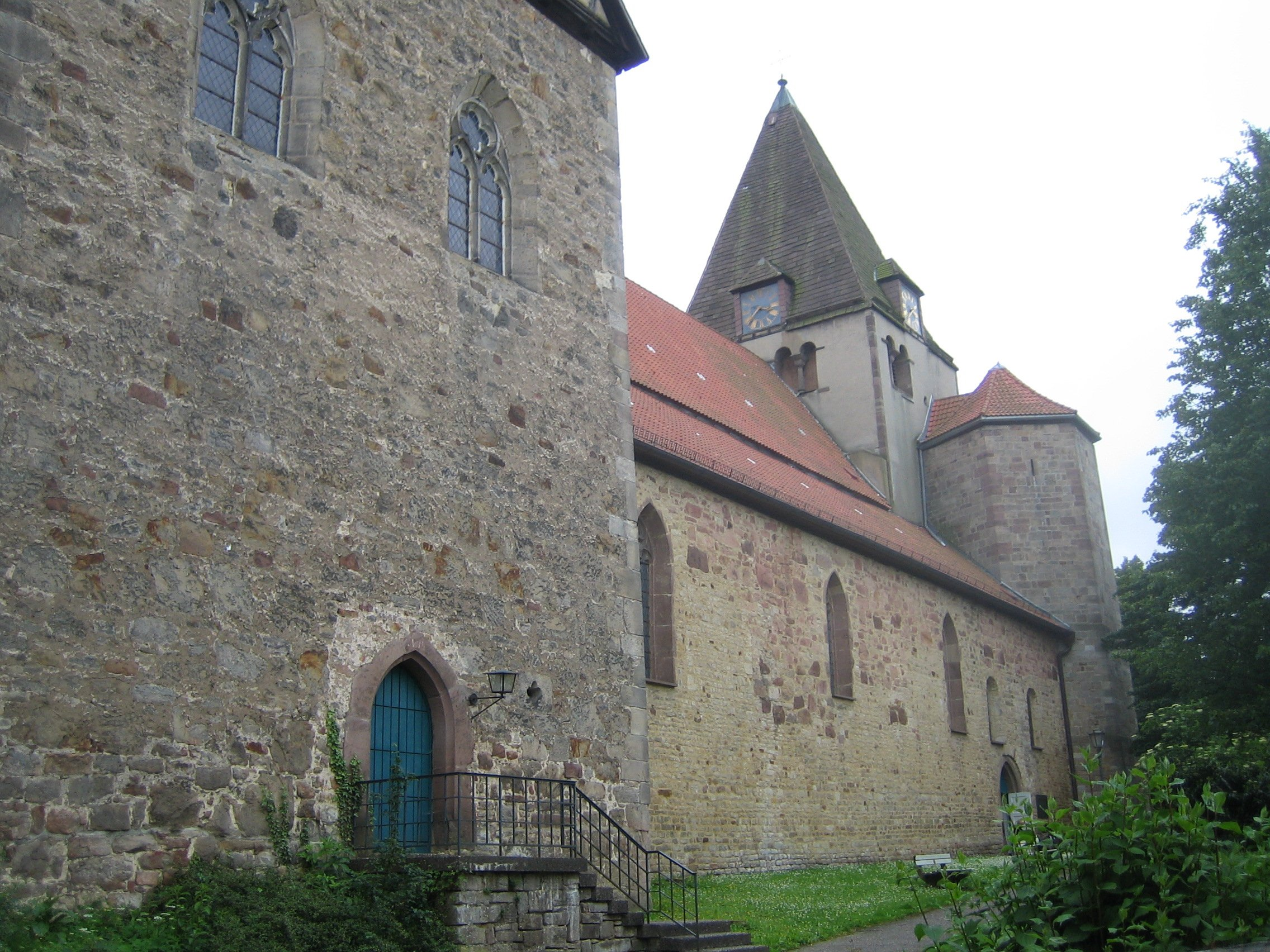
Stiftskirche Kaufungen

Die von Kaiserin Kunigunde gestiftete Kirche des Heiligen Kreuzes in Kaufungen wird von ihr am 13. Juli, dem ersten Todestag ihres Mannes, des Kaisers Heinrich II., geweiht. Die Kirche gilt als bedeutendes Werk spätottonischer Kunst. Am selben Tag zieht sie sich als einfache Benediktinernonne in das 1017 ebenfalls von ihr gegründete Kloster Kaufungen zurück, wo sie bis zu ihrem Tod bleibt. 
- um 1025: Der salische König und spätere Kaiser Konrad II. lässt den Bau eines Doms in Speyer mit dem Ziel beginnen, die größte Kirche des Abendlandes zu errichten.

## Geboren

### Geburtsdatum gesichert
- 28. August: Go-Reizei, Kaiser von Japan († 1068)

### Genaues Geburtsdatum unbekannt
- Anna Dalassene, Mutter des byzantinischen Kaisers Alexios I. Komnenos († 1102)
- Elisabeth von Kiew, Prinzessin der Kiewer Rus und Ehefrau des norwegischen Königs Harald Hardråde († nach 1066)
- Ruben, Fürst von Kleinarmenien († 1095)

### Geboren um 1025
- Agnes von Poitou, Regentin des Heiligen Römischen Reiches († 1077)
- Gertrud, polnische Prinzessin und Schriftstellerin († 1108)
- Rudolf von Rheinfelden, Herzog von Schwaben, Gegenkönig im Heiligen Römischen Reich († 1080)
- Edyth Swannesha, angelsächsische Adelige, Lebensgefährtin von Harald Godwinson († nach 1066)

## Gestorben

### Todesdatum gesichert
- 12. Mai: Adalbero II., Bischof von Basel
- 17. Juni: Bolesław I., erster König von Polen (* 965/967)

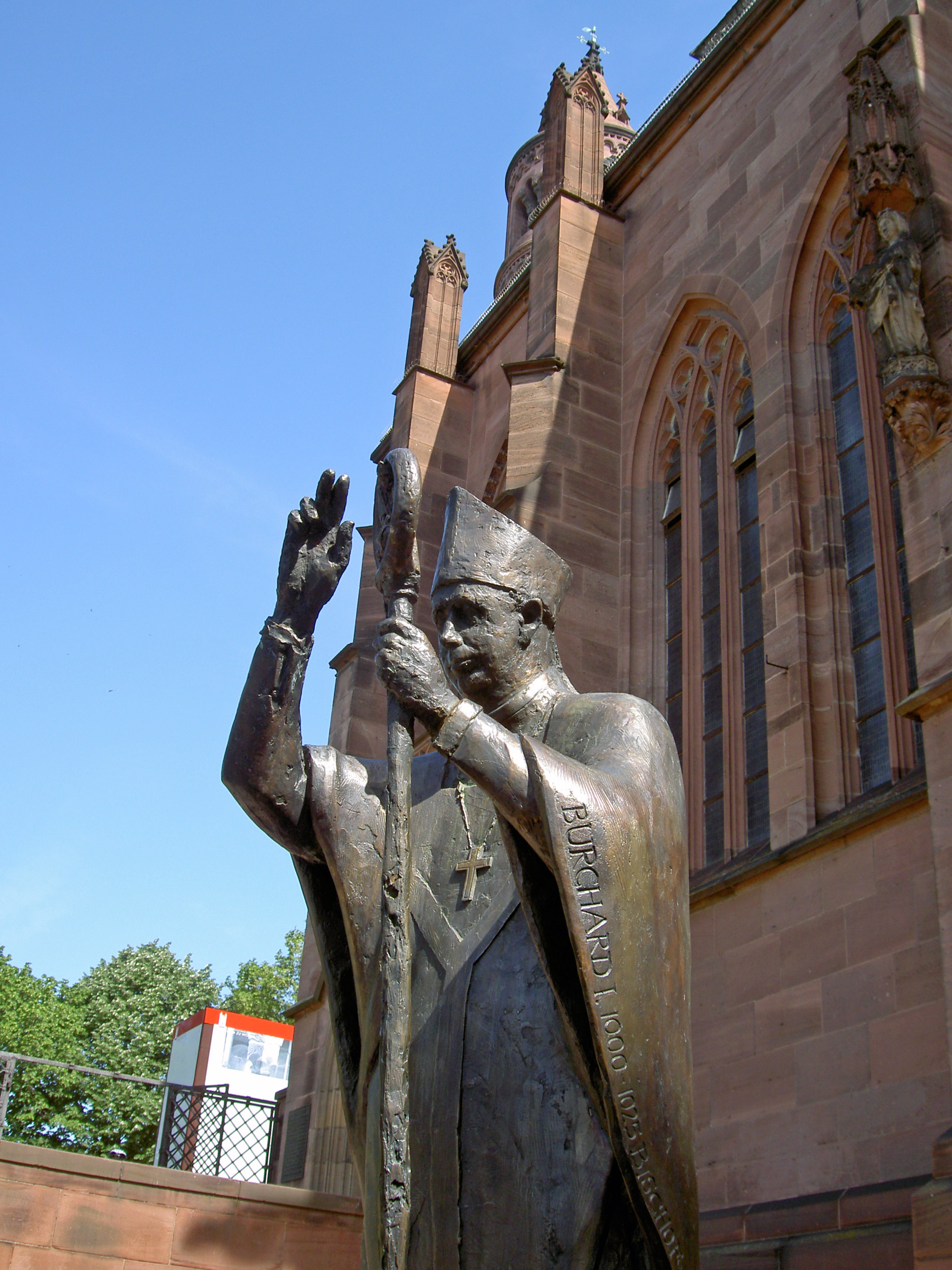
Burchard von Worms, Wormser Dom

- 20. August: Burchard von Worms, Bischof und Kirchenrechtler (* um 965)
- 17. September: Hugo, französischer Mitkönig, Sohn Roberts II. (* 1007)
- 1. November: Gunther von Meißen, Erzbischof von Salzburg und römisch-deutscher Erzkanzler
- 4. November: Mathilde, Pfalzgräfin von Lothringen (* 979)
- 15. Dezember: Basileios II., Kaiser von Byzanz (* 958)

### Genaues Todesdatum unbekannt
- Anfang Dezember: Eustathios I., Patriarch von Konstantinopel
- Abbas ibn Schuaib, Prinz der Fatimiden
- Durand, Bischof von Lüttich
- Hermann II., Graf von Werl, Graf im Lochtrop-, Leri- und Dreingau sowie Graf im Bistum Osnabrück, Vogt der Stifte Werden, Liesborn, Meschede und Oedingen (* um 980)